# Mario Prayer
Mario Prayer (Torino, 1887 – Roma, 1959) è stato un pittore italiano.

## Biografia
Mario Prayer nacque a Torino nel 1887 da a Roberto Prayer Galletti, fotografo veneziano, e Giovanna Boccaccini, nobile veneziana.
Frequenta giovanissimo insieme al fratello Guido, che diventerà anch'egli affermato e raffinato pittore, l'Accademia di Belle Arti di Venezia; i due poi completano i loro studi presso l'Accademia di Lione. 
Trasferitosi con la famiglia a Bari nel 1915, si definisce proprio agli inizi degli anni venti come sicuro interprete di un momento significativo della cultura pittorica italiana.
Nel 1921 gli vengono commissionati gli affreschi della sala consigliare di Toritto a cui seguono in successione rapida, anno dopo anno, i lavori importanti di cui ricordiamo, tra i tantissimi, solo alcuni: nel 1925 affresca la Sala Giuseppina del Cine-Teatro Kursaal Santa Lucia nonché realizza gli stucchi e i pannelli decorativi della sala teatrale, nel 1933 affresca la Chiesa Immacolata, poco distante, importante simbolo del neogotico pugliese.
Il lavoro di Mario Prayer rivolto a impieghi di pittura monumentale si coniuga nel decennio 1920-1930 con un mai interrotta attività di decorazione di interni di prestigiose case baresi che lo vedono affiancato, anche in questo campo, dalla figura del fratello Guido, a segno di un sodalizio singolare e straordinario che legherà i due artisti, entrambi votati in una militanza di arte totale. 
Pittura, decorazione, arredo, convivono nell'opera di entrambi in sintonia con le affermazioni del nuovo nelle pratiche e nelle concezioni stesse del fare artistico.
Nel 1937 affresca le stanze della Casa del Fascio di Taranto. Chiamato dal vescovo Bruno Occhiuto, dal 1934 al 1936 esegue le decorazioni con affresco della Cattedrale di Cassano allo Jonio (Cosenza).
Nel 1938 lavora per la sala di rappresentanza della prefettura di Taranto, nel 1939, insieme al fratello Guido realizza i pannelli del Cinema Oriente ed estende la sua attività in altri centri pugliesi – Brindisi, Gioia del Colle, Gravina, Foggia, Galatone, Parabita – e lucani – Potenza, Genzano – avviando, al contempo, svariati lavori a Roma, che, poi, riprenderà nei primi anni cinquanta. Fra questi anche il ciclo di affreschi della chiesa di S. Maria Immacolata e S. Giovanni Berchmans nel quartiere San Lorenzo dove realizza il ciclo mariano delle navate e dell'abside. Particolarità dell'opera nel popolare quartiere romano è la rappresentazione di molti personaggi raffigurati nelle decorazioni del transetto e della navata centrale tratti da fotografie di uomini e donne che caddero sotto i bombardamenti del 19 luglio 1943. 
Opera dei fratelli Prayer sono inoltre gli affreschi e le decorazioni della Sala Consiliare del Comune di Bari, dell'Aula Magna e del Salone degli Affreschi dell'Università di Bari. Un'attività continua e felice sul piano delle realizzazioni concrete – non si possono non ricordare, seppure nella brevità, pitture dell'asilo Manzari Buonvino dell'ospedale militare Lorenzo Bonomo, e gli altorilievi nella cripta della Casa del Mutilato – nate nel segno di una cultura raffinata, aperta ai nuovi linguaggi della pittura del Novecento – Liberty, Simbolismo – e collocata opportunamente nelle architetture della città nuova. 
Moltissimi furono gli autori pugliesi e operanti in Puglia con i quali strinse importanti e personali sodalizi, tra questi l'intellettuale armeno esule a Bari, Hrand Nazariantz. 
Morì a Roma nel 1959.

## Opere
- Cena di Emmaus (1931) nel Duomo dell’Immacolata a Massafra
- La Madonna del Rosario (1931) nel Duomo dell’Immacolata a Massafra
- Allegoria Provincia di Brindisi, (1949), Affresco, Palazzo della Provincia, Brindisi
- Risurrezione (1942) affresco, Basilica santuario della Madonna della Coltura, Parabita (Lecce)
- Madonna del Carmine(1949) Olio su pannello, Chiesa Matrice a Monteroni
- San Gerardo trasforma l'acqua in vino, cappella di S. Gerardo, lunetta transetto destro Duomo di Potenza
- Affreschi della chiesa S. Maria immacolata e S. Giovanni Berchmans, quartiere S. Lorenzo a Roma (1946-1954)
- Affreschi della Chiesa di San Giacomo al Corso a Ruvo di Puglia
- Tela di San Giacomo Apostolo nella Chiesa di San Giacomo al Corso a Ruvo di Puglia[1]